# Yammouné
Yammouné (en arabe : يمونة) est un petit village du caza de Baalbeck dans la plaine de la Békaa au Liban.

## Situation géographique
Yammouné est située sur les contreforts du Mont-Liban, directement sur la frontière entre la Békaa et le Mont-Liban, sur la ligne de faille qui porte son nom (faille de Yammouné) et qui fait partie de la grande faille qui part de la mer Rouge, suit le Jourdain, traverse le Liban et la Syrie jusqu'en Turquie.
La région de Yammouné forme un petit plateau qui culmine à environ 350 mètres au-dessus de la plaine de la Békaa.

## Données démographiques
La population est musulmane chiite et appartient majoritairement à la famille Chreif.

## Ressources hydrauliques
La ville se caractérise par l'abondance de ses ressources en eau, avec notamment une source jaillissante (résurgence vauclusienne) qui inonde la ville plusieurs jours durant au mois de mars (phénomène de siphon qui se déclenche à la fonte des neiges).

## Agriculture
La ville est également connue pour avoir pendant longtemps cultivé le chanvre. En 2012, l'actualité internationale s'est fait l'écho de la résistance de la population à la destruction de ses cultures par l'armée libanaise.